# ۴۱۹ (رمان)
۴۱۹ رمانی به قلم ویل فرگوسن، نویسنده کانادایی است. این رمان را انتشارات پنگوئن کانادا در سال ۲۰۱۲ چاپ و منتشر کرده‌است. این رمان در همان سال برنده جایزه اسکاتیا گیلر بانک شده‌است.
اسم این رمان برگرفته از کد جنایی معروف در نیجریه گرفته شده‌ که با خرابکاری مرتبط است. اتفاقات جنایی این رمان را معلمی به نام هنری کورتیس رقم می‌زند که در کلگری در شهر آلبرتا سکونت دارد و در یک تصادف مرگبار جان خود را از دست داده و خانواده اش در انزوا قرار می‌گیرند. بعد از مرگ کورتیس، دخترش تصمیم می‌گیرد به لائوس در نیجریه مسافرت کرده و عامل این جنایت را به دادگاه بکشاند.
فرگوسن، قبل از انتشار این رمان به نویسنده ژانر طنز معروف بود. در مراسم جایزه گیلر و در یک مصاحبه مطبوعاتی اعلام کرد که ایده اولیه این رمان از آنجا شروع شد، که یک ملکه نیجریه ای وجود دارد و به دلیل بی‌پولی امکان رسیدن به آزادی را ندارد… اما وقتی نوشتن این داستان را شروع کردم، مسیر تیره این رمان خود را در روند شکل گیری آن جای داد. این رمان در سال ۱۴۰۰ به قلم فرهید ملاک‌پور ترجمه و توسط انتشارات جمهوری در ایران به چاپ رسیده است.

## دریافت
این رمان توانست نظر مثبت منتقدین را به خود جلب کند. گلوب و ایمیل آن را تحریک آمیز معرفی کرد.
تورنتو استار هم از آن به عنوان یک اثر داستانی منطبق بر واقعیت یاد کرد.
1. ↑  "Will Ferguson takes Giller Prize for novel 419" بایگانی‌شده  در ۵ سپتامبر ۲۰۱۷ توسط Wayback Machine. Toronto Star, October 31, 2012.
2. ↑  T. F. Rigelhof, "Revenge, honour and oil in Nigeria". The Globe and Mail, April 13, 2012.
3. ↑  Rigelhof, T.F. "Revenge, honour and oil in Nigeria". Retrieved 6 November 2015.
4. ↑  Hunter, Jennifer. "419 by Will Ferguson: Review". Retrieved 6 November 2015.